# Лебборони, Раффаэлла

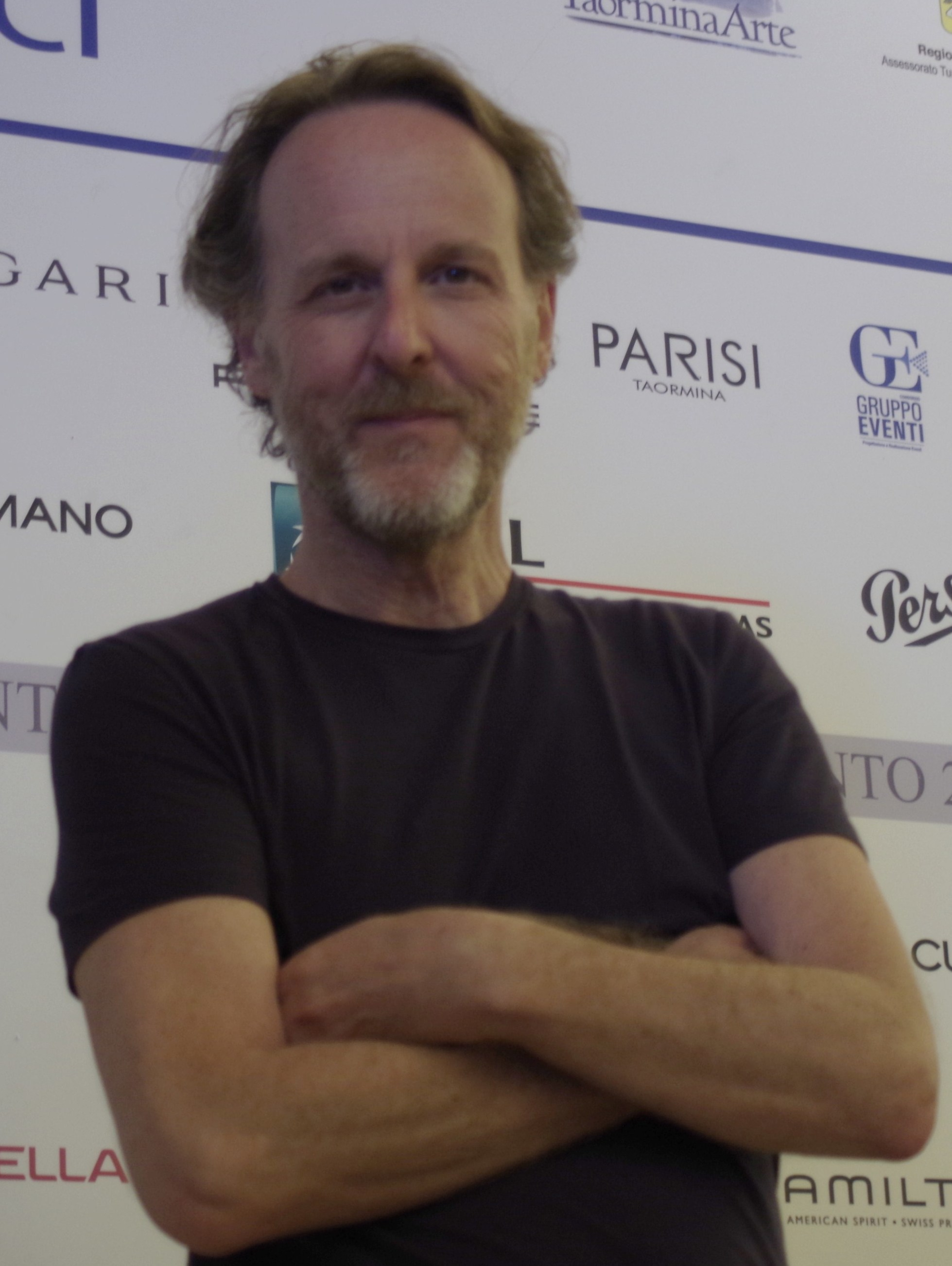
Франческо Бруни

Раффаэлла Лебборони (итал. Raffaella Lebboroni; род. 1953) — итальянская актриса.

## Биография
Родилась в Болонье 1 января 1953 года.
Училась в Accademia dell’Antoniano, которую окончила в 1988 году. В 1992 году вышла замуж за сценариста и режиссёра Франческо Бруни. Их сын Артуро Бруги — был участником итальянской группы Dark Polo Gang.
Раффаэлла Лебборони — многогранная и харизматичная актриса даже во второстепенных ролях. Снималась у Марко Ризи и Роберто Бениньи, а также у Паоло и Карло Вирдзи.